# Tărtășești
Tărtășești est une commune du județ de Dâmbovița en Roumanie.